# Bobina de hilo

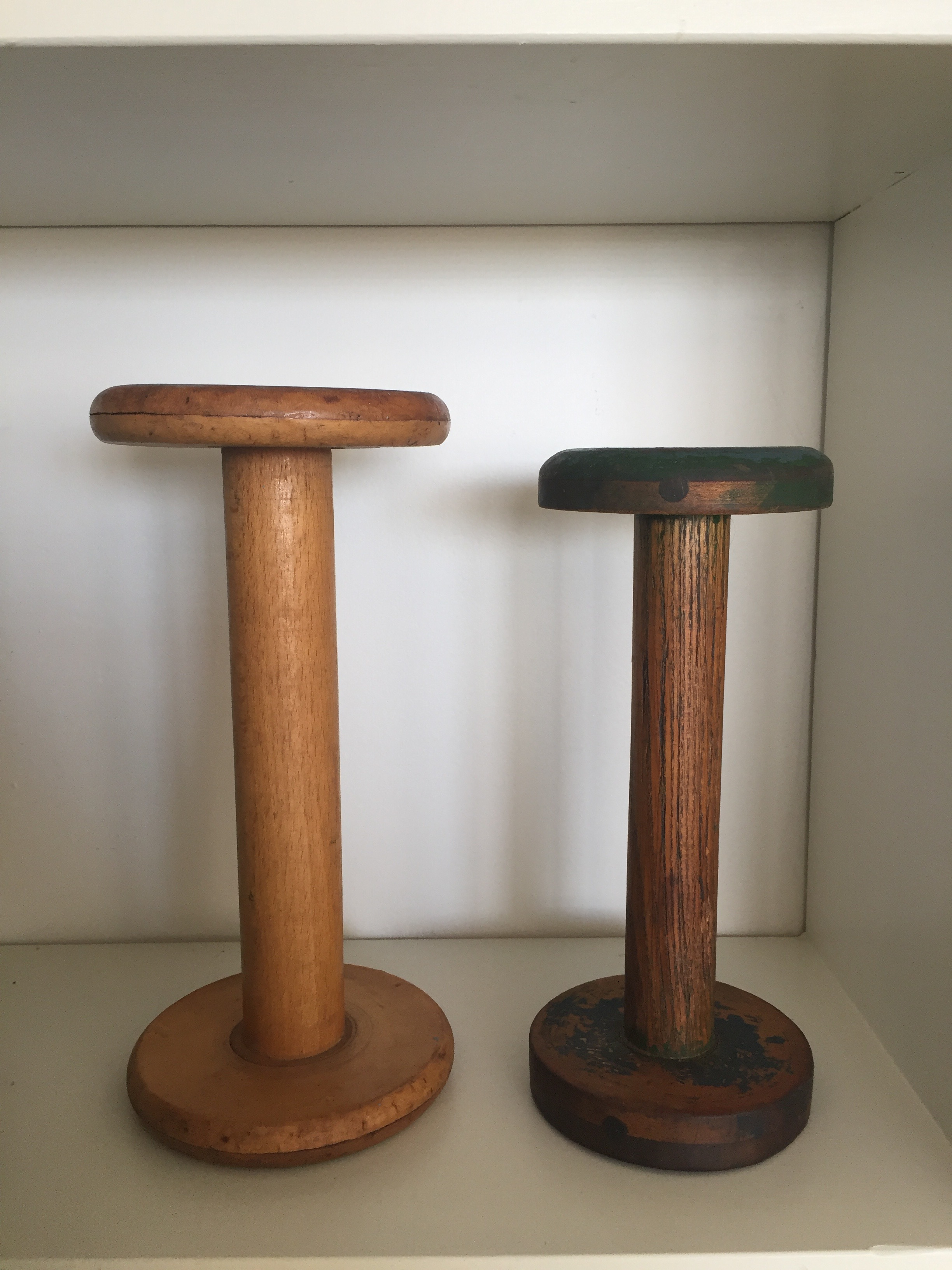
Bobinas de madera antiguas, cilíndricas, huecas de fibra enrollada, de dimensiones aproximadas: 40 cm de alto por 23 cm de diámetro.

Una bobina es un objeto cilíndrico en el que se enrolla un hilo alrededor de su eje vertical. Se utiliza en diversos utensilios y aparatos, como la máquina de coser o el carrete de la caña de pescar, donde el hilo debe desenrollarse uniformemente. Se diferencia de un ovillo (por ejemplo, de lana) en que este se enrolla sobre sí mismo sin recurrir a un soporte.

## Historia

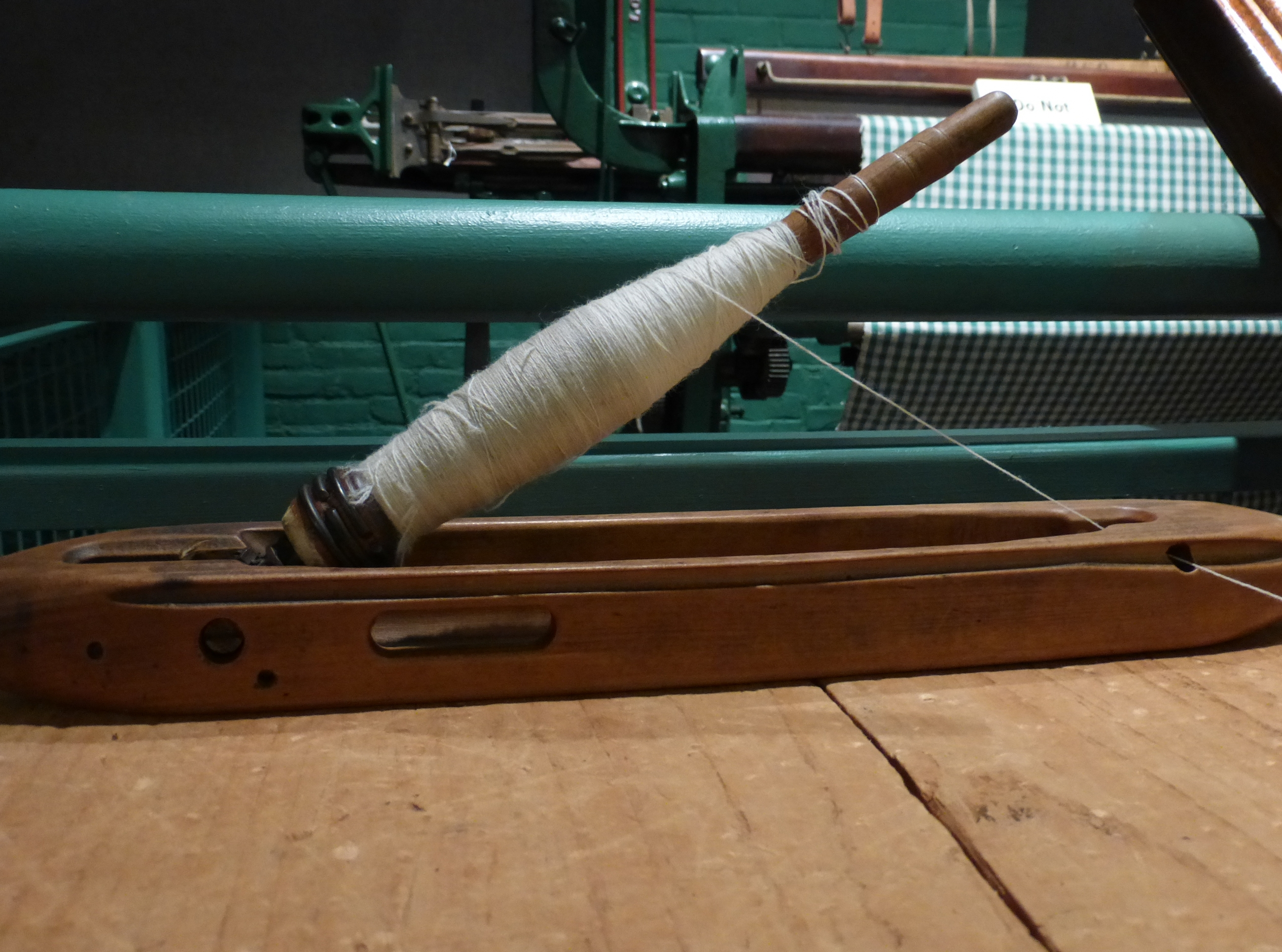
Bobina de madera de época, sin bridas, enrollada con hilo y pegada a una lanzadera que la adapta para utilizarla en un telar de tierra.

La bobina existe desde la antigüedad. Se encuentran representaciones en frascos egipcios o romanos y en vasijas griegas.
Las bobinas se utilizan para hilar, tejer, coser y hacer encajes. Se inventaron para organizar y almacenar temporal y permanentemente los hilos. Originariamente se enrollaban a mano y posteriormente a máquina. Las bobinas estaban hechas de materiales naturales como la madera o el hueso. 
En la época victoriana formaban parte de la maquinaria que revolucionó la fabricación textil. Las máquinas de tejer automatizadas tenían cientos de tornillos funcionando simultáneamente, con cada eje sosteniendo una bobina que soltaba o recogía el hilo. La mayoría de molinos tenían bobinas de madera hechas específicamente para su maquinaria, lo que explica las varias formas y tamaños de estas bobinas. 
En tiempos más modernos, el metal y el plástico han sustituido a los materiales naturales como la madera en las bobinas de la maquinaria textil. Las bobinas tradicionales de maderas duras como el fresno y el abedul no son aptas para la veloz maquinaria moderna y los tejidos de materiales sintéticos que se utilizan en el tejido; la adopción de bobinas de deseño estándar también disminuye los costes para los negocios textiles modernos.

## Estructura

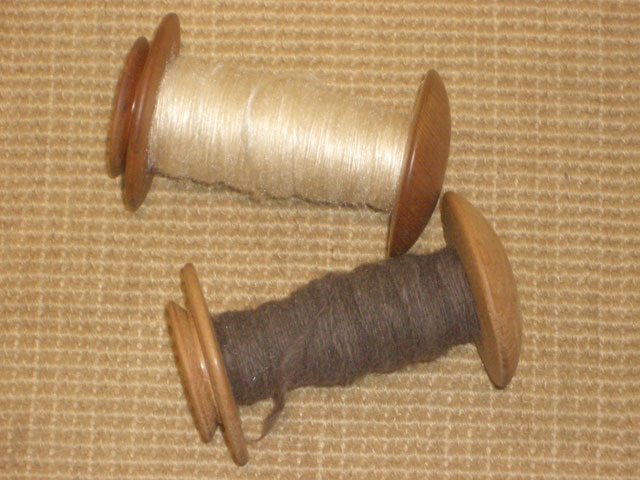
Carretes de madera antiguos para huso o rueca.

La bobina consta de un núcleo cilíndrico perforado para permitir que el carrete se enrosque en un soporte y gire libremente mientras se desenrolla el hilo. Las bolillos a menudo cuentan con bordes circulares salientes en los extremos, cuya función es mantener el hilo enrollado alrededor del carrete y evitar que se enrede. El material utilizado puede ser cartón, madera, plástico, metal o una combinación de varios materiales diferentes.

## Tipos

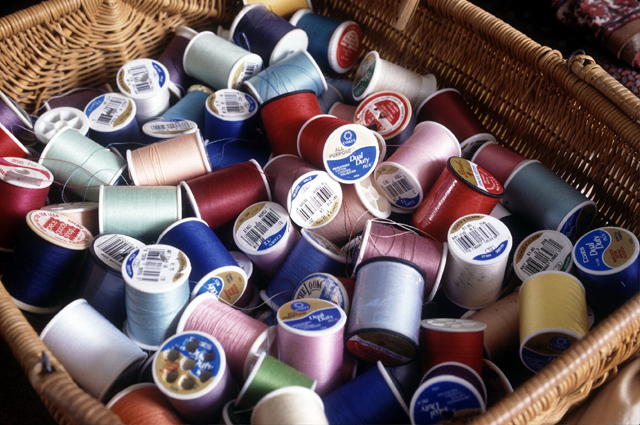
Bobinas de hilo de coser.

### Carrete
Los carretes son bolillos pequeñas, con un bordes (valonas) en los extremos y con pocos metros de hilo. Se usan sobre todo en máquinas de coser caseras.

### Tubo
Bobinas pequeñas sin valonas; como los carretes, se usan en máquinas de baja velocidad.

### Canilla

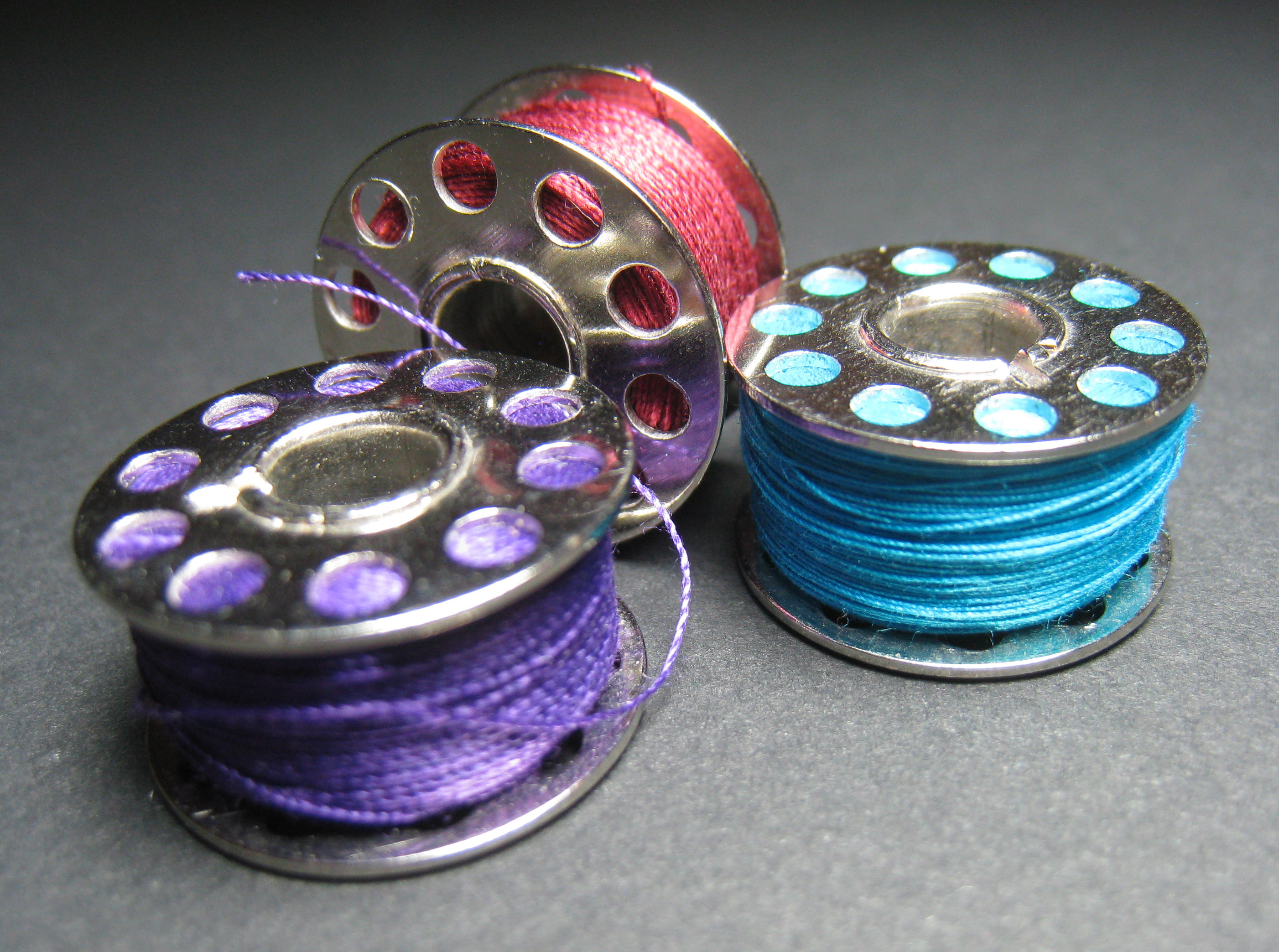
Canillas para máquina de coser.

Las canillas que se usan en las máquinas de coser tienen una apariencia de carrete achatado, con unos 2 cm de diámetro y 1 cm de ancho y se insertan en la caja inferior de la máquina. También reciben el nombre de canillas los bolillos alargadas y con forma de cono en los extremos que se usan en las lanzaderas; cuentan con un núcleo perforado para permitir su montaje en la varilla metálica ubicada en la cavidad de la lanzadera.

### Cono
En este tipo de bobina, el hilo se enrolla alrededor de un núcleo en forma de cono truncado de cartón o plástico. La disposición inclinada del hilo permite que se desenrolle sin enganchanrse y la forma  cónica de la base permite una carga rápida y un posicionamiento exacto. Los conos son compactos y fáciles de almacenar y suelen emplearse en máquinas rápidas y procesos muy automatizados.

## Bolillos

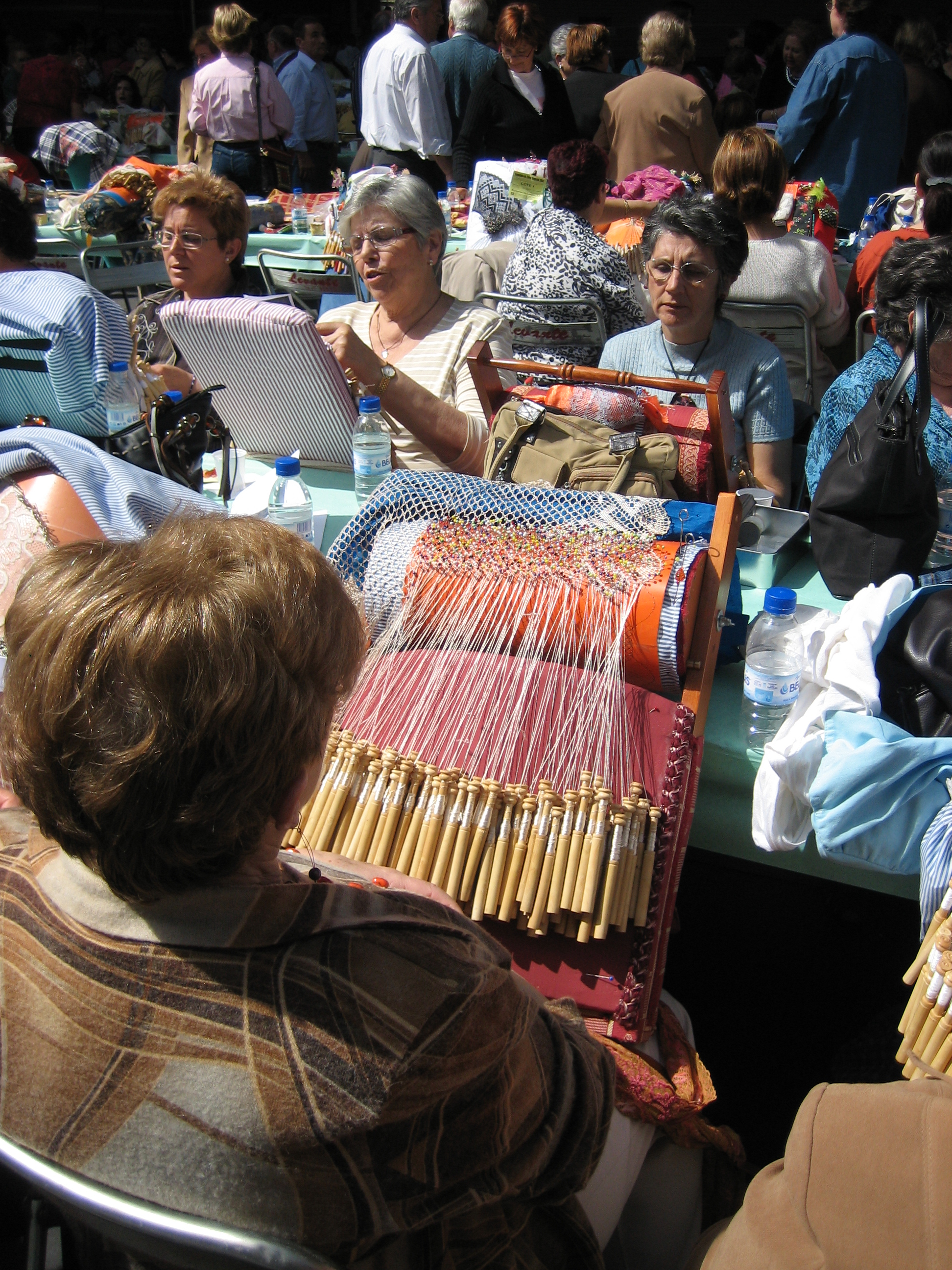
Encajes del Segorbe

Para el encaje de bolillos, el hilo se enrolla en un huso de almacenamiento temporal hecho de madera (o, en épocas anteriores, de hueso) que a menudo se gira en un torno. Las maderas exóticas son muy populares entre las encajeras contemporáneas. Muchos diseños de encaje requieren el uso simultáneo de docenas de bolillos. Tanto los bolillos tradicionales como los actuales pueden estar decorados con diseños, inscripciones o incrustaciones de peltre o alambre. A menudo, los bolillos tienen «lentejuelas» para proporcionar peso adicional y mantener el hilo en tensión. Se perfora un agujero cerca de la base para permitir que se sujeten cuentas de vidrio y otros adornos mediante un lazo de alambre. Estas lentejuelas proporcionan un medio de autoexpresión en la decoración de una herramienta del oficio. Los bolillos antiguos y únicos,con o sin lentejuelas, son muy buscados por los coleccionistas de antigüedades.